# Andy Ellis
Andrew Michael Ellis (Christchurch, 21 de febrero de 1984) es un jugador neozelandés de rugby que se desempeña como medio scrum y juega en los Kobelco Steelers de la japonesa Top League. Representó a los All Blacks de 2006 a 2015 y se consagró campeón del Mundo en Nueva Zelanda 2011.

## Selección nacional
Graham Henry lo convocó a los All Blacks para disputar los test matches de fin de año 2006 y debutó contra Inglaterra.
Su última participación fue en The Rugby Championship 2015. En total jugó 28 partidos y marcó cuatro tries (20 puntos).

### Participaciones en Copas del Mundo
Henry lo llevó a Francia 2007 como reserva, por detrás del titular Byron Kelleher y el suplente Brendon Leonard. Cuatro años después en Nueva Zelanda 2011 fue como suplente de Piri Weepu y delante del reserva Jimmy Cowan.
| Mundial                       | Sede          | Resultado        | PJ | Tries |
| ----------------------------- | ------------- | ---------------- | -- | ----- |
| Copa Mundial de Rugby de 2007 | Francia       | Cuartos de final | 2  | 1     |
| Copa Mundial de Rugby de 2011 | Nueva Zelanda | Campeón          | 5  | 1     |

## Palmarés
- Campeón de The Rugby Championship de 2008.
- Campeón del Súper Rugby de 2006 y 2008.
- Campeón de la Top League de 2018–19.
- Campeón de la Mitre 10 Cup de 2008, 2009, 2010, 2012 y 2013.